# Åsarna väl
Åsarna väl var ett lokalt politiskt parti som var registrerat för val till kommunfullmäktige i Bergs kommun. Partiet var representerat i Bergs kommunfullmäktige under mandatperioden 1994-1998.